# فهد القواسمي
فهد القواسمي (1939-1984) هو مهندس وسياسي فلسطيني، من مواليد مدينة الخليل، حاصل على شهادة البكالوريوس والماجستير من جامعة عين شمس في مدينة القاهرة. أُنتخب رئيسًا لبلدية الخليل في إنتخابات عام 1976، التي خاضها على رأس الكتلة الوطنية التي فازت بجميع المقاعد. أبعدته سلطات الإحتلال خارج الوطن عام 1980. انتخب عضواً في اللجنة التنفيذية لمنظمة التحرير الفلسطينية خلال دورة المجلس الوطني السابعة عشر التي عقدت في عمان عام 1984.

## حياته
ولد فهد داود محمد القواسمي في مدينة الخليل في الثالث عشر من نيسان/أبريل عام 1939، وهو متزوج وله أربعة أولاد وبنت، درس المرحلة الأساسية في مدارس الخليل، والثانوية في القاهرة، ونال درجتي البكالوريوس والماجستير في الهندسة الزراعية من كلية الزراعة في جامعة عين شمس. عمل مُدرسًا في مدارس وكالة الغوث في القدس ورام الله، ثم عُيِّن مهندسًا زراعيًا في دائرة الزراعة في الضفة الغربية – قسم البحث العلمي حتى عام 1976. بعد إنتخابه لرئاسة بلدية الخليل عمل على إقامة المشاريع الإقتصادية والإنمائية لتطوير المدينة، عقد القواسمي مع رؤساء بلديات الضفة الغربية مؤتمراً وطنياً في الخليل لتوحيد الخط السياسي ومواجهة الإستيطان وسياسات الإحتلال في فرض سيطرتها وقمعها للفلسطينيين في الضفة الغربية وقطاع غزة، وفرض مقاطعة على سكان مستوطنة كريات أربع.

## إسهاماته
للشهيد فهد القواسمي مجموعة من الاسهامات:
- مؤسس لجنة التوجيه الوطني المناهضة للإستيطان.[بحاجة لمصدر]

- إنضم لكوادر منظمة التحرير وشارك في وفودها الرسمية لعدة دول حول العالم، داعياً إلى الحل السلمي للقضية الفلسطينية، وإطلاق سراح الأسرى وإعادة المبعدين.
- تولى رئاسة اللجنة القانونية في المجلس الوطني الفلسطيني في دروته السابعة عشرة في عمان.
- أُنتخب عضوًا في اللجنة التنفيذية لمنظمة التحرير الفلسطينية، وعُيِّن رئيسًا لدائرة شؤون الوطن المحتل في العام 1984.

## الإعتقال والإبعاد
أعتقل فهد القواسمي من بيته مع مجموعة من رفاقه محمد ملحم رئيس بلدية حلحول والشيخ رجب بيوض التميمي بعد عملية الدبويا في الخليل، واقتيدوا إلى مقر الحاكمية العسكرية الإسرائيلية ثم نقلوا بطائرة عسكرية إلى قرية العديسة في جنوب لبنان في الثاني من أيار عام 1980، فخاض من خارج فلسطين نضالًا قانونيًا ودبلوماسيًا وإعلاميًا من أجل عودته ورفيقَيْه، حيث حصلوا على قرارين من مجلس الأمن في الثامن وفي الحادي والعشرين من أيار/مايو عام 1980 يقضي بعودتهم إلى فلسطين، لكنَّ الإحتلال رفض تطبيق القرار، فلجأ القواسمي إلى محكمة العدل العليا الصهيونية، فإستدعته المحكمة العسكرية للمثول أمامها في آب/ أغسطس عام 1980، وعاد إلى فلسطين، فتم إعتقاله لتسعة وخمسين يومًا، تم إبعاده مجددًا بقرار من وزير الدفاع الإسرائيلي آنذاك عيزرا فايتسمان إلى لبنان في السادس والعشرين من أيلول/ سبتمبر 1980.

## إغتياله
اغتيل أمام منزله في عمان في التاسع والعشرين من كانون الثاني/ديسمبر عام 1984، ودفن في مقبرة أم الحيران في الأردن.